# Oleh Tyahnybok
Oleh Tyahnybok (ukrainien : Олег Тягнибок), né le 7 novembre 1968 à Lviv, est un homme politique ukrainien, dirigant du parti nationaliste Svoboda.

## Biographie
Oleh Yaroslavovytch Tyahnybok (ukrainien : Олег Ярославович Тягнибок) naît dans la ville de Lviv, dans une famille de médecins. Il est diplômé de la faculté de médecine de Lviv, et devient chirurgien spécialisé en urologie ; il étudie par la suite à la faculté de droit de Lviv. Il a deux filles et un fils.
En 1991, en parallèle de ses études, il adhère dès sa fondation au Parti social national de l'Ukraine (SNPU), qu'il renommera par la suite l'Union panukrainienne « Liberté » (« Svoboda »), classée à droite ou à l’extrême de l'échiquier politique. En 1994, il est élu au conseil de l'oblast de Lviv. À partir de 1995, il exerce des responsabilités au sein de son parti.
Il est élu membre du Parlement ukrainien (Rada) en 1998, en tant que candidat du Bloc « Moins de mots » dans la 119e circonscription du pays ((oblast de Lviv). En 2002, il est réélu député, dans la 120e circonscription, pour le Bloc Notre Ukraine de Viktor Iouchtchenko. Au Parlement, il soumet 36 propositions de débat, dont quatre sont adoptées. Dans la majorité de ses motions, il s'oppose à l'introduction de la langue russe en tant que deuxième langue officielle de l'État ou propose l'interdiction de l'idéologie communiste. En 2004, il est exclu du groupe parlementaire Notre Ukraine - Autodéfense populaire pour avoir affirmé à la télévision que l'Ukraine était sous la coupe d'une « mafia judéo-moscovite ».
Il prend en février 2004 la tête du SNPU, qu'il renomme « Svoboda ». Non-réélu à la Rada en 2006, il redevient membre du conseil municipal de Lviv. Il se présente à l'élection présidentielle de 2010, où il arrive huitième avec 1,43 % des suffrages exprimés. Lors des élections législatives de 2012, il revient au Parlement, sa liste ayant obtenu 10,4 % des voix au niveau national. Accusé d'antisémitisme, il déclare pendant la campagne : « Personnellement, je n’ai rien contre les Juifs lambda. J’ai même des amis juifs. C’est à un groupe d’oligarques juifs qui contrôlent l’Ukraine et aux Juifs-bolchéviques que j’en veux. ». Il gagne d'ailleurs ses procès sur ce grief.
En 2013-2014, il participe à l'Euromaïdan, qui aboutit à la destitution de Viktor Yanukovych. Candidat à l'élection présidentielle anticipée, il réunit 1,16 % des voix, arrivant en dixième position (sur 21 candidats) ; il n'est pas réélu aux élections législatives qui suivent, Svoboda obtenant 4,7 % des voix. Il renonce à se présenter au scrutin présidentiel de 2019, apportant son soutien à Rouslan Kochoulynsky